# Lijst van vlaggen van Oostenrijk
Dit is een lijst van vlaggen van Oostenrijk.

## Nationale vlag (perFIAV-codering)
|          | Civiele vlag | Staatsvlag | Oorlogsvlag |
| -------- | ------------ | ---------- | ----------- |
| Te land  | · ?          | · ?        | · ?         |
| Te water | · ?          | · ?        | · ?         |

## Vlaggen van bestuurders
| Vlag | Periode | Functie                                                                        | Beschrijving |
| ---- | ------- | ------------------------------------------------------------------------------ | ------------ |
|      |         | Vlag van de president van Oostenrijk en de leden van de Oostenrijkse regering. |              |

## Militaire vlaggen
De oorlogsvlag is reeds in de eerste tabel te vinden.
| Vlag | Periode | Functie                     | Beschrijving |
| ---- | ------- | --------------------------- | ------------ |
|      |         | Standaard van een generaal. |              |
|      |         | Commandantswimpel.          |              |
|      |         | Officierswimpel.            |              |

## Vlaggen van overheidsdiensten
| Vlag | Periode | Functie                      | Beschrijving |
| ---- | ------- | ---------------------------- | ------------ |
|      |         | Wimpel van de rivierpolitie. |              |